# Jeff Beck
Jeff Beck, eredeti nevén: Geoffrey Arnold Beck (Wallington, 1944. június 24. – 2023. január 10.) többszörös Grammy-díjas angol rockgitáros. Egy ideig ő volt a Yardbirds gitárosa. 2003-ban a Rolling Stone magazin a 11. helyre rangsorolta "Minden idők 100 legnagyobb gitárosa" c. összeállításában. A lista 2011-es újabb kiadásában már az 5. helyre került.
Beck sosem ért el olyan hosszan tartó üzleti sikert, mint gitárostársai a Yardbirdsből, bár az együttes 1992-ben bekerült a Rock and Roll Hall of Fame-be. Legtöbbet az instrumentális zene terén alkotott, kiadványai több műfajt is áthidalnak, mint például a blues-rock, a heavy metal és a fúziós jazz. Jelenleg a gitárrock és az elektronikus zene egy érdekes elegyét igyekszik sajátjává formálni. Ez a sokszínűség szinte lehetetlenné tette Beck számára, hogy kialakítson és fenntartson egy széles és biztos rajongói bázist.
Mindezek ellenére Becknek sikerült kivívnia a kritika megbecsülését. Négyszer kapott Grammy-díjat.
Színpadon kívül lelkes rajongója az amerikai-stílusú hot rodoknak. A hot rodok visszatérő elemei legutóbbi albumainak.

## Életpályája

### Fiatalkora
Tízévesen Beck a templomi kórusban énekelt. Kamaszként egy kölcsöngitáron tanult játszani, és különféle kísérleteket tett arra, hogy megépítse a saját hangszerét. Elsőként összeragasztott és csavarozott (megfeledkezve a csavar-alátétről, így a csavar belesüllyedt a fába) néhány szivarosládát testnek és egy kerítéslécet nyaknak. A húrok repülőgépek irányításánál használatos huzalok voltak, az egyszeresen és a kétszeresen körbetekertet is használta, attól függően, milyen hatást akart elérni. A bundok egészen más kategóriába tartoztak. A fretless gitárok ismeretlen előfutáraként, a bundokat egyszerűen felfestette. Az otthoni barkácsolás egy másik példája, mikor egy tömör gitártestet vágott ki egy nagyon vastag fadarabból. A nyak készítése közben emlékezetből mérte ki az egységeket. Sajnos az egységek, amikre emlékezett, egy basszusgitáréi voltak. Az eredményt ekképp fogalmazta meg: "A beosztás nagyon rossz volt, csak úgy tudtam rajta játszani, ha egy capót raktam az ötödik bundhoz.", majd így folytatta: "Már akkor is érdekelt az elektromos gitár, mielőtt tudtam volna, mi a különbség az akusztikus és az elektromos hangszer között. Az elektromos gitár egy magával ragadó, lenyűgöző falemeznek látszott, egy csomó gombbal meg kapcsolóval. Nekem is kellett egy."
Beck úgy emlékszik, hogy az első gitáros, akit példaképként kiszemelt magának, Les Paul volt. Hasonlóképpen Cliff Gallup, a Gene Vincent and the Blue Caps szólógitárosa is egyike volt a korai zenei hatásoknak, akiket követett, valamint Chuck Berry és Steve Cropper. Az iskola befejezése után a Wimbledon Art College-ra járt, közben rövid ideig dolgozott szobafestő-mázolóként, gondnokként egy golfpályán, autófestőként. Beck nővére szintén fontos szerepet játszhatott karrierjében, hisz ő ismertette össze egy ígéretes fiatal zenésszel, Jimmy Page-dzsel.

### A Yardbirds  együttes tagjaként
Mint annyi rockzenész a 60-as években, karrierjét session-zenészként kezdte. Mikor 1965-ben Eric Clapton elhagyta a Yardbirds-öt a John Mayall's Bluesbreakers kedvéért, Jimmy Page javaslatára Beck állt be helyette, holott a zenekar többi tagja elvileg a későbbi Led Zeppelin-alapítótag Jimmyt szerette volna leszerződtetni. A zenekar Beck jelenléte alatt szerepelt legtöbbször slágerlistán.
A Yardbirds-szel töltött rövid idő egyetlen lemezen való szereplést eredményezett: ez volt az 1966-os Yardbirds, ami végül Roger the Engineer néven lett ismert. Ez alatt kialakított egy sereg új gitározási technikát, mint például a feedback, az erőteljes torzítás, és a bonyolult szólózás.[forrás?] 1966 szeptemberétől novemberéig Jimi Page-dzsel kellett megosztania szerepét, aki eredetileg basszusgitárosnak érkezett a zenekarba az év júniusában. Yardbirds-beli munkásságáról Richie Unterberger kritikus azt írta: "Míg Jeff Beck közös munkája a Yardbirds-szel csupán 18 hónapig tartott, ez alatt az idő alatt olyan mértékben befolyásolta a 60-as évek gitárjátékát, mint Jimi Hendrixen kívül senki más."
1967-ben egy egyszeri felvételre összegyűlt köré Jimmy Page, John Paul Jones, Nicky Hopkins és Keith Moon, hogy rögzítsék a Beck's Bolero című dalt, illetve volt két egyéni énekes sikere is az Egyesült Királyságban, A Hi Ho Silver Lining és a Tallyman. Ezután alapította meg a Jeff Beck Group-ot.

### Az 1970-es években
Beck tehát megalapította saját zenekarát, a Jeff Beck Groupot, amelynek ő volt a szólógitárosa, Rod Stewart az énekese, Ronnie Wood a basszusgitárosa, valamint egy sor másik zenész a dobosa, legtovább Micky Waller. 1967 körül a Pink Floyd tagjai, Syd Barrett eltávolítása után Becket szerették volna szólógitárosuknak, de ez sehogy se sikerült nekik. Nick Mason, a zenekar dobosa később önéletrajzában ezt írta: "Egyikünknek sem volt elég bátorsága, hogy rákérdezzen..."
A csapat két albumot készített a Columbia Recordsnak: Truth (1968 augusztusa) és Beck-Ola (1969 júliusa). Mindkét album igen elismert. A Truth, mely öt hónappal az első Led Zeppelin album előtt jelent meg, tartalmazza a You shook me című dalt, melyet először Willie Dixon játszott lemezre, és amely megjelent a debütáló Zeppelin albumon is. A lemez jól fogyott (elérve a 15-ik helyet a Billboard eladási listáján), valamint a kritikusok között is kedvelt volt. A Beck-Olát noha jól fogadták, jóval kevésbé lett sikeres mind kereskedelmileg, mind kritikailag. A zenekar 1969 júliusára megbántódottság, keserűség és különböző turné-gondok miatt végül szétszéledt.
A szétesés után részt vett a Music From Free Creek "super-session" projektben, A.N. Other néven említve. Négy számban játszik, mint szólógitáros, egy dalt pedig társszerzőként jegyez. Eldöntötte, hogy nem dolgozik tovább Stewarttal és összeállt Tim Bogert basszusgitárossal és Carmine Appice dobossal, a Vanilla Fudge korábbi zenészével. 1969 szeptemberében Bogert és Appice Angliába utazott, hogy elintézzék a szerződésüket, mikor Beck egy autóbaleset következtében koponyatörést szenvedett. Ez két és fél évvel hátráltatta a munka megkezdését, ezalatt pedig Bogert és Appice közösen megalapította a Cactust, Stewart pedig betársult Ronnie Wood mellé a Small Faces együttesébe.
1970-ben, immáron teljesen felgyógyulva elkezdett szervezni egy teljesen új zenekart. Elsőként Cozy Powell dobos csatlakozott. Beck, Powell és a producer Mickie Most átrepültek az Amerikai Egyesült Államokba, hogy felvegyenek néhány számot a Motown Studiosnál, helyi session-zenészekkel. A dalok végül nem kerültek kiadásra. 1971 áprilisában végül felállt az új zenekar: Beck, Powell, a gitáros-énekes Bobby Tench, a billentyűs Max Middleton és a basszusgitáros Clive Chaman. Az új zenekar ismét Jeff Beck Group néven, ám elődjéhez képest lényegesen más hangzással mutatkozott be.
Az 1971 októberében megjelent Rough and Ready volt ezen felállás első lemeze, és Beck hat számot maga írt vagy legalább társszerzőként részt vett megszületésükben (az egy kivétel a billentyűs Middleton szerzeménye). A Rough and Ready jazzes, bluesos és soulos elemeivel megkezdte azt az utat, amelyet Beck végigjárt az elkövetkező évtizedben.
A második album, a Jeff Beck Group (1972. július) a TMI stúdióban került felvételre, ugyanazzal a felállással, Steve Cropper producerrel. Az albumon erős soulos hatás érezhető, ez nem is meglepő, hiszen a kilenc számból öt amerikai előadók dalainak feldolgozása. Például felcsendül Stevie Wonder szerzeménye, az I Got To Have A Song, mely az első a négy Beck által feldolgozott Wonder-számok közül. Nem sokkal a lemez megjelenése után a zenekar hivatalosan feloszlott, erről Beck menedzsmentje eképp értekezett:

„A tagok különböző zenei világának keveredése eredményes volt az egyéni kfejezés, fejlődés terén, de nem érezték, hogy ez ahhoz vezetett, hogy együtt megalkossák azt az új hangot, amit szerettek volna.”

Beck újra elkezdett ügyködni azon, hogy régi vágyát beteljesítse, és együtt dolgozzon Tim Bogerttel és Carmine Appice-szel, akik újra szabadok voltak a Cactus feloszlását követően. Azonnal folytatták a turnét az új felállással (Beck, Bogert, Appice, Middleton és az énekes Kim Milford), továbbra is Jeff Beck Group néven, hiszen a koncert-körútra kötött szerződésük még élt. Hat előadás után Middleton helyére Bobby Tench tért vissza, aki az Egyesült Királyságból repült az Arie Crown Theatreben tartott chicagói fellépésre, és a zenekarral maradt a turné hátralevő részében is, mely Washingtonban, a Paramount North West Theatreben ért véget.
A turné után Tench és Middleton elhagyta a zenekart, Beck, Appice és Bogert pedig power trióként folytatták. Appice magára vállalta az énekesi szerepet, míg a többiek háttérénekesként segítették. Ismét Jeff Beck Group néven találkozhatott velük a közönség, amikor részt vettek az 1972-es Rock at the Oval turnén, mely az Egyesült Királyságban kezdődött, majd folytatódott Hollandiában és Németországban. Ugyanezen évben egyesült államokbeli turné, melynek kezdő állomása a floridai Hollywood Sportatorium, zárása a new orleansi The Warehouse volt.
1973-ban az Epic Records gondozásában megjelent Beck, Bogert & Appice végre azt a felállást mutatta be, melyet Beck oly régóta várt már. Míg a kritikusok nem győzték méltatni a zenészek zenei bátorságát, a lemez nem kapott nagy vásárlási bizalmat, kivéve egy újabb Stevie Wonder feldolgozást, a bombasztikus sikerű Superstitiont. Július 3-án Beck vendég-zenészként szerepelt David Bowie "Ziggy Stardust Tour" körútján, ahol Bowieval közösen előadták a The Jenie Genie/Love me Do, illetve az Around and Around című dalokat (ez utóbbi Chuck Berry szerzeménye, de Bowie tette népszerűvé). Bár a műsor kép-, és hanganyagát egyaránt rögzítették, egy kiadáson sem szerepel Beck fellépése.
1973 októberében felvett néhány számot Michael Fennelly Lane Changer albumához és besegített párszor a Hummingbird (egy, a Jeff Beck Group korábbi zenészeiből született formáció) fellépésein, de nem vett részt első, saját nevüket viselő albumuk felvételében.
1974 januárjában a JBG a Rainbow Theatreben játszott egy európai turné keretein belül. A koncertet még az évben teljes egészében leadta az Amerikai Egyesült Államokban a Rock Around The World című műsor. Ez volt az utolsó rögzített anyag a zenekartól. A Blues Deluxe és a BBA Boogie című számok felkerültek az 1991-es Jeff Beck válogatás albumra, a Beckologyra is.
A Beck, Bogert & Appice végül 1974-ben feloszlott, pont mielőtt második stúdióalbumukat befejezték volna. Ezért volt, hogy 1973-as élő hanganyaguk, a Beck, Bogert & Appice Live in Japan csak 1975-ben kerülhetett a polcokra az Epic/Sony kiadó gondozásában. Beck produceri munkát végzett és zenélt az Upp saját nevét viselő albumán, illetve az ezt követő, 1976-ban megjelent másodikon is, melyen a Dance Your Troubles Away és a Don't Want Nothing To Change című számokban gitározott.
Az Upp tagjait az Underhill Studios berkein belül ismerte meg, és 1974-ben a BBC TV Guitar Workshop műsorában már ők kísérték. Októberben az AIR stúdióban dolgozott, instrumentális számokat vettek fel. A felvételek során Max Middletonnal, a basszusgitáros Phil Chennel és a dobos Richard Baileyvel dolgozott együtt, a lemez producere és arranzsőre George Martin volt. A Blow by Blow 1975 márciusában óriásit robbantott, megmutatta Beck ragyogó gitártudását és merész előretörését a jazz-rock világában, egyben, miután átlagban negyedik lett a listákon, ez lett a legsikeresebb anyaga.
Beck válogatósnak tűnt, ha az effektekről volt szó, sokszor elégedetlen volt a saját szólóival, ezért hát visszatért az AIR stúdióba, hogy addig rögzítse a saját anyagait, amíg nem lesz velük elégedett, míg nem érzi, hogy a legjobbat nyújtotta. Néhány hónappal később George Martin kapott egy telefonhívást Becktől, aki újra fel akart venni egy szólót. Martin erre csak annyit válaszolt: "Bocs, Jeff, de az anyag már a boltokban van!"
Egy eredménytelen válogatást követően, melytől azt remélte, hogy a Rolling Stones tagjai őt választják ki szólógitárosnak Mick Taylor helyettesítésére, Beck összeszedett egy élő-zenekart egy újabb egyesült államokbeli turnéra, amit egy kisebb fellépés előzött meg Londonban. Végig turnézott 1975 áprilisában és májusában, leginkább a Mahavishnu Orchestrát kísérve, megtartva Max Middletont, felfogadva az új ritmusszekció embereiként Wilbur Bascomb basszusgitárost és egy beugró dobost, Bernard "Pretty" Purdiet. A turné során fellépett Yuya Uchida "World Rock Festival" programjának keretében, nyolc számot játszva Purdievel. Csinált egy gitár-dob instrumentális sessiont Johnny Yoshinagával, majd a fesztivál végén jammelt Felix Pappardival, a Mountain basszistájával és Akira "Joe" Yamanakával, a Flower Travellin' Band énekesével. Végül csak a Purdievel játszott számok lettek felvéve és kiadva.
Visszatért a stúdióba és felvette a Wired című albumot, párosítva a szerző-dobos Narada Michael Waldent és a billentyűs Jan Hammert. A korong jazz-rock és fusion jellegű számokat tartalmaz, ami nem volt túl idegen a két közreműködő zenész számára. A promotálást elősegítendő, Beck csatlakozott a Jan Hammer Grouphoz és közösen játszottak egy műsoron Alvin Leevel a The Roundhouseban, 1976ban, ebből született meg a Jeff Beck with The Jan Hammer Group – Live album (1977). Ezután egy hét hónapos világturnéra indult.
Mindenki olyannak hiszi a '60-as éveket, amilyen nem is volt. Frusztrált időszak volt számomra. Az elektromos felszerelések egyszerűen nem azt a hangot adták ki, mint amik a fejemben voltak. – New Musical Express – 1976 szeptember
Ez idő tájt Beck az Amerikai Egyesült Államokba menekült az adóhatóságok elől, és ott is maradt 1977-ig őszéig, amikor is visszatért Angliába. 1978 tavaszán próbálni kezdett Stanley Clarke basszusgitárossal és Gerry Brown dobossal. A terv az volt, hogy fellépnek a Knebworth Festivalon, de ez meghiúsult, miután Brownt kirúgták a zenekarból. Beck három hétre turnézni indult egy ad hoc zenekarral Japánba. Stanley Clarke, Tony Hymas billentyűs és Simon Phillips, Jack Bruce dobosa tartott vele. Az új lemez felvételei megkezdődtek a The Who műhelyében, a Ramport Studiosban, Londonban. A munkák 1979-ig is eltartottak, míg végre megszületett a There and Back, melyet 1980-ban adtak ki. Három számot Jan Hammerrel közösen írtak és adtak elő, ötöt Hymas-szel. Stanley Clarke helyére Mo Foster érkezett – mind az albumra, mind az azt követő igen hosszú és sűrű turnékra (USA, Japán, Egyesült Királyság)

### Az 1980-as években
1981-ben Beck és Clapton többször is rock-történeti pillanatokkal ajándékozták meg rajongóikat, mikor az Amnesty International felkérésére több jótékonysági koncerten is részt vettek, ezek voltak a legendás The Secret Policeman's Balls-showk. A színpadon Claptonnal játszotta a Crossroads és a Further On Up The Road című dalokat, illetve egy újabb Stevie Wonder szerzeményt, a Cause We've Ended As Loverst (egyes helyeken Cause We've Ended Now As Lovers), melyet azóta is leginkább tőle ismer a nagyközönség. Láthatjuk továbbá az egyik koncert finálé-szerű zárójelenetében, mely egy ún. all-star pillanat, mikor az I Shall Be Released című dalt adja elő Eric Clapton, Sting, Phil Collins, Donovan és Bob Geldof társaságában. Beck minden közreműködése látható és hallható a felvételen, mind hatalmas siker lett világszerte 1982-ben. Egy másik jótékonysági koncerten is részt vett, amit a sclerosis multiplex gyógyításának kutatásáért tartottak. Az ARMS Concert keretein belül eljátszotta a Tulsa Time és a Layla című számokat Eric Clapton és Jimmy Page társaságában. Valószínű, hogy ez volt egyetlen olyan koncert, amin a Yardbirds mind a három szólógitárosa egyszerre megjelent és együtt zenélt.
1985-ben felvette a Flash című lemezt, és az ezen szereplő Escape végre meghozta neki az első Grammy-díjat a Legjobb Instrumentális Rock kategóriában. Szórványosan járt csak felvételeket készíteni, akkoriban hosszan elhúzódó fülzúgás gyötörte. Folyamatosan megpróbált pihenni, a visszavonuláson is gondolkozott, de egyszerűen képtelen volt rá. Így hát 1989-ben elkészült a következő lemez, mely a Jeff Beck's Guitar Shop with Terry Bozzio and Tony Hymas nevet kapta, és meghozta a második Legjobb Instrumentális Rock Grammy-díjat. Közben végig stúdiózott, társai Rod Stewart, Tony Hymas, Jan Hammer és Terry Bozzio voltak.

### Az 1990-es években
1992-ben szólógitáros szerepet vállalt Roger Waters Amused to Death, illetve 1993-ban Kate Bush The Red Shoes albumán.
Emléket szeretett volna állítani valamikori példaképeinek, Gene Vincentnek és Cliff Gallupnak. A rockabilly hatására 1993-ban született album címe Crazy Legs lett, a rajta felcsendülő Vincent-dalokat a The Big Town Play Boys zenekarával vette fel.
Próbált a Guns N’ Roses-szal a zenekar 1992-es párizsi koncertjére, de végül nem tudott fellépni, a próbák során Matt Sorum egy kihangosított dobütésétől olyan komoly fülsérülést szenvedett, hogy ideiglenesen megsüketült.
1992-ben a Yardbirds bekerült a Rock and Roll Hall of Fame tagjai közé.
Együtt dolgozott Paul Rodgers-szel a Bad Companyból a Muddy Waters Blues: A Tribute to Muddy Waters albumon 1993-ban. Hat év múlva a Who Else (1993) című lemez újra a köztudatba röpítette Beck nevét, a szakma és a közönség is rájött, hogy az ő karrierje még koránt sincs a végén.

### A 2000-es évek
2001-es albuma, a You Had It Coming szintén nagy durranás lett, és megkapta harmadik a Grammy-díjat a Legjobb Instrumentális Rock Előadás kategóriában a Dirty Mind című dalért.
2003 nagy sikere a Plan B című dal volt, mely ismét Grammy-díjat hozott, méghozzá a negyediket, megint csak a Legjobb Instrumentális Rock Előadás kategóriában. Előző két albumán alkalmazott újszerű elektromos gitár-játéka úgy tűnt, megmarad, és lassan dominálni kezd.
2003-ban fellépett B. B. Kinggel a 12. Éves B. B. King Fesztivál keretein belül. Erről felévtel is készült Live at B.B. King Blues Club néven. Fellépett Eric Clapton Crossroads Guitar Festivalján is 2004-ben. 2007-ben Kelly Clarksont kísérte Patty Griffin Up To The Mountain (MLK Song) című dalának feldolgozásakor az American Idol műsor keretein belül. Az élő közvetítést rögtön rögzítették és forgalmazni kezdték. Ez évben ismét megjelent Clapton Crossroads Festivalján, ahol Vinnie Colaiuta és Jason Rebello és az akkor 21 éves Tal Wilkenfeld voltak a partnerei. 2009-ben világkörüli turnét jelentett be, valamint azt, hogy ugyanazok a zenészek kísérik, akikkel két évvel azelőtt a Ronnie Scott's-ban felléptek. Közreműködött David Morrisey lemezén, a Black Cloud című számban, valamint felvette Harvey Goldsmith menedzsert.
2009. április 4-én Jeff Beck is beléphetett a híres csarnokba: a Rock and Roll Hall of Fame befogadta, a díjat Jimmy Page adta át. Július 4-én David Gilmourral együtt zenélt a Royal Albert Hallban, Londonban. A Jerusalem szólóit osztották fel egymást közt, valamint a showt zárták a Hi Ho Silver Lininggal. Beck eddigi utolsó albuma, az Emotion & Commotion 2010 áprilisában jelent meg. Saját dalok és feldolgozások hallhatók rajta, ez utóbbiak közül példa az Over The Rainbow az Óz, a csodák csodája című filmből, vagy a Nessun Dorma Giacomo Puccini Turandot című operájából. Néhány számban Joss Stone énekel.

## Halála
2023. január 10-én agyhártyagyulladás következtében hunyt el.

## Díjai, elismerései
4 Grammy-díj

## Diszkográfiája
| Év             | Lemez                                    | USA Lista | Brit Lista | RIAA Besorolás | Tudnivaló |
| -------------- | ---------------------------------------- | --------- | ---------- | -------------- | --- |
| 1966           | Yardbirds – Roger the Engineer           | —         | 20         |                | Egyetlen lemeze a Yardbirds-dzel |
| 1968           | Truth                                    | 15        | —          | Arany          | A Jeff Beck Group eredeti felállásának első lemeze |
| 1969           | Beck-Ola                                 | 15        | 39         | Arany          | A Jeff Beck Group eredeti felállásának második lemeze |
| 1971           | Rough and Ready                          | 46        | —          | —              | A Jeff Beck Group új felállásának első lemeze |
| 1972           | Jeff Beck Group                          | 19        | —          | Arany          | A Jeff Beck Group új felállásának második lemeze |
| 1973           | Beck, Bogert & Appice                    | 12        | 28         | Arany          | A Beck, Bogert & Appice formáció egyetlen stúdiófelvétele |
| 1975           | Blow by Blow                             | 4         | —          | Platina        | Az első szólólemez |
| 1975           | UPP                                      | —         | —          | —              | Gitáron játszik és producerként működik közre |
| 1975           | Truth/Beck-Ola                           | —         | —          | —              | A Truth és a Beck-Ola duplalemezes kiadása |
| 1976           | Wired                                    | 16        | 38         | Platina        | A második szólólemez |
| 1980           | There and Back                           | 21        | 38         | —              | Tartalmazza az egyik legsikeresebb darabját, a The Pump-ot |
| 1985           | Flash                                    | 42        | 83         | —              | Grammy-díj győztes |
| 1989           | Jeff Beck's Guitar Shop                  | 49        | —          | —              | Grammy-díj győztes |
| 1992           | Frankie's House                          | —         | —          | —              | Film betétdal – közös munka Jed Lieberrel |
| 1993           | Crazy Legs                               | 171       | —          | —              | Gene Vincent-dalok feldolgozásai |
| 1999           | Who Else!                                | 99        | 74         | —              | Elektronikus zenei hatások |
| 2001           | You Had It Coming                        | 110       | 132        | —              | Az egyik "legelvontabb", "legexperimentálisabb" munkája |
| 2003           | Jeff                                     | —         | —          | —              | Grammy-díj győztes |
| 2010           | Emotion & Commotion                      | 11        | 21         | —              | Jeff Beck eddigi, a brit listákon legjobban szereplő albuma |
| 2016           | Loud Hailer                              | 41        | 27         |                | Jellemző a funkos-soulos és elektronikus bluesos hatás |
| Élő Felvételek |                                          |           |            |                | |
| 1974           | Live in Japan                            | —         | —          | —              | Az első élő lemez |
| 1977           | Jeff Beck With the Jan Hammer Group Live | 23        | —          | Gold           | Az utolsó RIAA besorolású lemez |
| 2006           | Live At BB King Blues Club               | —         | —          | —              | Hivatalos bootleg |
| 2007           | Official Bootleg USA '06                 | —         | —          | —              | Hivatalos bootleg |
| 2008           | Live at Ronnie Scott's                   | —         | 143        | —              | Később kiegészült egy DVD-vel, ami platinalemez lett az USA-ban, "Jeff Beck performing this week...live at Ronnie Scott's" néven. Ez igen különleges, csaknem egyedülálló teljesítmény egy koncert-anyag esetében, bármilyen műfajt tekintve. Grammy-díj győztes |
| 2011           | Rock 'n' Roll Party                      | __        | __         | __             | Az album a tiszteletet mutatja Les Paul iránt. Az '50-'60-as évek zenéi közül sok olyat dolgozott fel Jeff, melyeken Les Paul is játszott annak idején. |
| Válogatások    |                                          |           |            |                | |
| 1991           | Beckology                                | —         | —          | —              | Tartalmaz régi dalokat, például a Tridents-, vagy a Yarbirds-időkből |
| 1995           | Best of Beck                             | —         | —          | —              | |

## Bibliográfia
- Carson, Annette. Jeff Beck: Crazy Fingers. Backbeat books (2002). ISBN 0-87930-632-7
- Horjt, Chris and Hinman, Doug. Jeff's book : A chronology of Jeff Beck's career 1965-1980 : from the Yardbirds to Jazz-Rock. Rock 'n' Roll Research Press, (2000). ISBN 0-9641005-3-3
- Foster, Mo.17 watts?: The Birth of British Rock Guitar. Sanctuary (1997 and 2000). ISBN 978-1-86074-267-5

## Lásd még
- The Yardbirds
- Fender Jeff Beck Signature Stratocaster

## Fordítás
- Ez a szócikk részben vagy egészben  a   Jeff Beck című angol Wikipédia-szócikk fordításán alapul.  Az eredeti cikk szerkesztőit annak laptörténete sorolja fel. Ez a jelzés csupán a megfogalmazás eredetét és a szerzői jogokat jelzi, nem szolgál a cikkben szereplő információk forrásmegjelöléseként.